# Kenny G

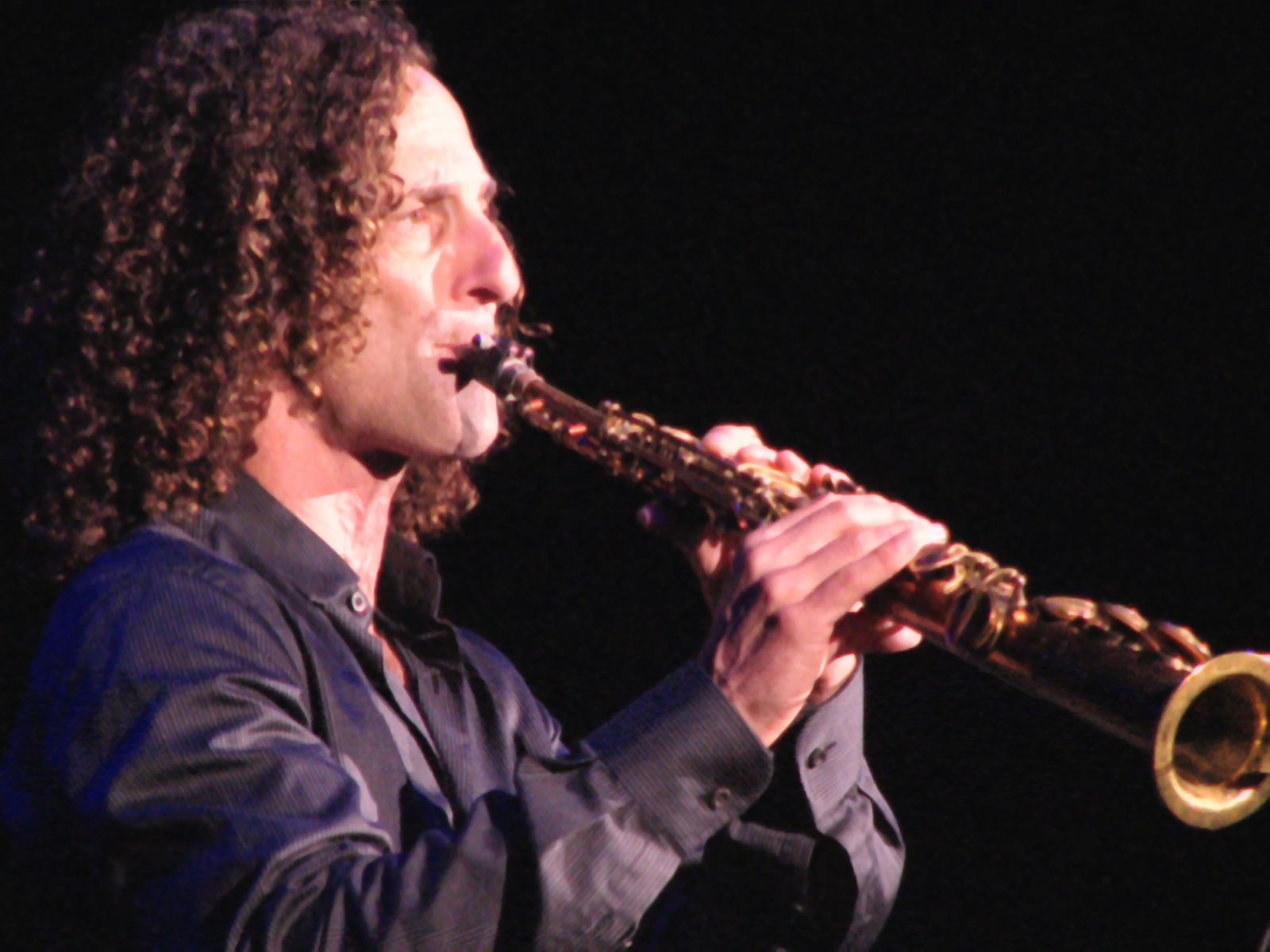
Kenny G

Kenneth Gorelick, mer känd under sitt artistnamn Kenny G, född 5 juni 1956 i Seattle, Washington, är en amerikansk musiker, känd kanske främst för sitt trakterande av sopransaxofon men även andra saxofoner samt tvärflöjt. Han kallar sig själv för jazzmusiker men gör mest popballader som till exempel Songbird, The Moment och Forever in Love. Kenny G har även spelat saxofon på andra artisters album, som ex. Frank Sinatra, Toni Braxton, Andrea Bocelli med flera. Har även deltagit i Katy Perrys musikvideo Last Friday Night (2011).

## Diskografi
- 1982 - Kenny G
- 1983 - G Force
- 1985 - Gravity
- 1986 - Duotones
- 1988 - Silhouette
- 1989 - Kenny G Live
- 1992 - Breathless
- 1994 - Miracles: The Holiday Album
- 1996 - The Moment
- 1999 - Classics in The Key of G
- 1999 - Faith: A Holiday Album
- 2002 - Paradise
- 2002 - Wishes: A Holiday Album
- 2004 - At Last...The Duets Album
- 2006 - I'm in The Mood For Love: The Most Romantic Melodies of All Time
- 2008 - Rhythm and Romance